# Sport Club Veloces
Lo Sport Club Veloces fu la principale società calcistica della città di Biella prima della prima guerra mondiale, dopo la quale confluì nell'odierna Biellese.

## Il club
La Società Ciclistica Veloces, praticante il gioco del calcio, nacque nel 1902, lo stesso anno in cui in città fu fondata la Biellese.
Nell'ottobre del 1906 la Società Ciclistica Veloces cambiò denominazione in Sport Club Veloces, inaugurando ufficialmente la sezione calcio. Nel febbraio 1907 avvenne l'Inaugurazione ufficiale del campo Sant'Eusebio.
Nel 1908 lo Sport Club Veloces si affiliò alla F.I.F., non iscrivendosi tuttavia a nessun campionato. Vinse, tuttavia, il Campionato Biellese con la prima squadra battendo il 12 aprile i concittadini dell'Excelsior 4-0. L'anno successivo si iscrisse alla Terza Categoria piemontese: perse la finale contro il Veloce Club Pinerolo 2-0. Vinse, invece, il Campionato Biellese prime squadre, battendo La Patria 6-2. Nella stagione 1909-10 partecipò ancora al campionato piemontese di Terza Categoria, rinunciando tuttavia alla trasferta di Casale Monferrato causa maltempo, inviando un telegramma arrivato in ritardo. Il Comitato Regionale gli diede gara persa per forfait e il Casale passò il turno. Nella stagione successiva partecipò ancora una volta al campionato piemontese di Terza Categoria, non passando il primo turno vinto dal "Piemonte". Il Piemonte venne, tuttavia, squalificato a causa di 4 giocatori tesserati irregolarmente e lo Sport Club Veloces venne conseguentemente riammesso al suo posto, ma perse la finale con il Torino II. In compenso vinse la Palla Juventus battendo in finale la Juventus II. Grazie a questa prova venne, in seguito, ammesso al campionato di Seconda Categoria.
Nella stagione 1911-12 partecipò al campionato piemontese di Seconda Categoria, venendo subito eliminato dalla Pro Vercelli II. Il Segretario Gino Ramma, in una pesante lettera alla Gazzetta dello Sport, a febbraio, spiegò i problemi delle piccole squadre che vengono eliminate dalle riserve, dopo una sola partita, vanificando sacrifici e spese. La Gazzetta dello Sport inserì, dunque, il club nel lotto delle papabili al nuovo campionato di Promozione, ammissione che ottenne dopo aver preso il nuovo campo della "Marucca", cintato e di dimensioni 98x50, inaugurato l'8 dicembre 1912. Nel suo primo campionato di Promozione si classificò terzo, nel girone A Piemontese; andò molto meglio nella stagione successiva allorché, vincendo il girone A Piemontese, si qualificò alla finale con la vincente del girone ligure; vincendola, superando il Casteggio, 2-0 per rinuncia e 1-1 fuori, venne promosso in Prima Categoria, il campionato di massima serie. Nell'ultimo campionato disputato prima dell'interruzione dovuta all'entrata dell'Italia nella prima guerra mondiale, lo Sport Club Veloces non brillò particolarmente e si classificò solo al sesto e ultimo posto nel girone B della prima fase della Prima Categoria, mancando l'accesso alle semifinali dell'Italia settentrionale. All'entrata dell'Italia nel conflitto mondiale il club rimase attivo fino a tutto il 1915. Sciolta la squadra, con la chiamata alle armi di molti giocatori, riprese l'attività solo dopo il 4 novembre 1918.
Il 2 settembre 1919, dalla fusione tra lo Sport Club Veloces e l'Unione Sportiva Biellese sorse la nuova Unione Sportiva Biellese, club calcistico che mantenne il nome ritenuto il maggiormente rappresentativo della città e, inaugurando il nuovo campo sportivo "Lanzone", si iscrisse ai campionati F.I.G.C. mantenendo la categoria di merito acquisita dalla "Veloces".

## Palmarès

### Competizioni regionali
- Promozione: 1

Piemonte 1913-1914